# Canton de Saint-Auban
Le canton de Saint-Auban est une ancienne division administrative française, située dans le département des Alpes-Maritimes et la région Provence-Alpes-Côte d'Azur.

## Composition
Le canton de Saint-Auban regroupait les communes de :
| Nom                     | Code Insee | Intercommunalité     | Population (dernière pop. légale) |
| ----------------------- | ---------- | -------------------- | --------------------------------- |
| Saint-Auban (chef-lieu) | 06116      | CA du Pays de Grasse | 234 (2014)                        |
| Aiglun                  | 06001      | CC Alpes d'Azur      | 89 (2014)                         |
| Amirat                  | 06002      | CA du Pays de Grasse | 75 (2014)                         |
| Andon                   | 06003      | CA du Pays de Grasse | 559 (2014)                        |
| Briançonnet             | 06024      | CA du Pays de Grasse | 231 (2014)                        |
| Caille                  | 06028      | CA du Pays de Grasse | 443 (2014)                        |
| Collongues              | 06045      | CA du Pays de Grasse | 107 (2014)                        |
| Gars                    | 06063      | CA du Pays de Grasse | 70 (2014)                         |
| Le Mas                  | 06081      | CA du Pays de Grasse | 162 (2014)                        |
| Les Mujouls             | 06087      | CA du Pays de Grasse | 45 (2014)                         |
| Saint-Auban             | 06116      | CA du Pays de Grasse | 234 (2014)                        |
| Sallagriffon            | 06131      | CC Alpes d'Azur      | 43 (2014)                         |
| Séranon                 | 06134      | CA du Pays de Grasse | 491 (2014)                        |
| Valderoure              | 06154      | CA du Pays de Grasse | 418 (2014)                        |

## Représentation

### Conseillers généraux de 1833 à 2015
- De 1833 à 1848, les cantons de Coursegoules et de Saint-Auban avaient le même conseiller général. Le nombre de conseillers généraux était limité à 30 par département[1].

| Période               | Identité                                                 | Parti                  | Qualité |
| --------------------- | -------------------------------------------------------- | ---------------------- | --- |
| 1833-1836             | Marcelin Guérin (1798-1872)                              |                        | Procureur du Roi à Grasse                                                                                              |
| 1836-1837 (décès)     | Antoine Sémerie                                          | Majorité ministérielle | Député (1834-1837) Procureur général du Roi dans les possessions françaises du Nord de l'Afrique Propriétaire à Grasse |
| 1838-1848             | Jean-Baptiste Alziary                                    |                        | Président du Tribunal civil de Grasse Propriétaire à Fréjus                                                            |
| 1848-1855             | Edouard de Lyle-Taulane                                  | Droite                 | Maire de La Martre, propriétaire du château de Taulane, Représentant du peuple (1821-1823, 1824-1830)                  |
| 1855-1861             | Vicomte puis Comte François Maurice Emmanuel Partouneaux |                        | Général de division |
| 1861-1867             | Donat Joseph Méro                                        |                        | Propriétaire, fabricant d'huiles essentielles et parfumeur à Grasse                                                    |
| 1867-1869             | François-Auguste Sauvaire                                |                        | Notaire honoraire à Grasse                                                                                             |
| 1869-1898 (démission) | Léon Chiris                                              | Centre gauche          | Parfumeur à Grasse Député (1874-1875 et 1876-1882) - Sénateur (1882-1900)                                              |
| 1898-1919             | Georges Chiris (fils du précédent)                       | RG                     | Parfumeur à Grasse |
| 1919-1925             | Honoré Bellon                                            | RG                     | Propriétaire à Nice |
| 1925-1931             | Georges Chiris (1872-1953, fils de L.Chiris)             | RG                     | Parfumeur à Grasse |
| 1931-1940             | Georges Bouchard                                         | Républicain            | Industriel à Nice Président de la Société d'agriculture des Alpes-Maritimes Propriétaire à Séranon                     |
|                       |                                                          |                        | |
| 1945-1958             | Lucien Bonhomme (1910-1994)                              | UDSR                   | Docteur en médecine, urologue, adjoint au maire de Cannes Élu en 1958 dans le canton de Cannes                         |
| 1958-1978 (décès)     | Don Jean Bellon (1906-1978)                              | RGR puis SE puis RPR   | Entrepreneur de transports en commun Maire de Saint-Auban                                                              |
| 1978-2001             | Mme Pierrette Bellon (fille du précédent)                | RPR                    | Cadre commercial Maire de Saint-Auban                                                                                  |
| 2001-2015             | Thierry Gueguen                                          | DVD                    | Ingénieur des Ponts et Chaussées Maire de Séranon (1983-2014)                                                          |

### Conseillers d'arrondissement (de 1833 à 1940)
| Période                                  | Période          | Identité                                    | Étiquette   | Qualité |
| ---------------------------------------- | ---------------- | ------------------------------------------- | ----------- | --- |
| 1833                                     | 1833 (démission) | M. Geoffroy                                 |             | Suppléant du juge de paix à Saint-Auban                                                                     |
| 1833                                     | 1836             | Louis Joseph Funel de Clausonne (1801-1886) |             | Avocat, propriétaire à Biot                                                                                 |
| 1836                                     | 1842             | M. du Rouret                                |             | Négociant à Grasse                                                                                          |
|                                          |                  |                                             |             | |
| avant 1869                               | 1880             | Angelin Marius Pierre Chauvin (1831-1898)   |             | Notaire à Grasse                                                                                            |
| 1880                                     |                  | M. Geoffroy                                 | Républicain | |
|                                          |                  |                                             |             | |
| 1922                                     | 1928             | François Charrier                           |             | Adjoint au maire de Saint-Auban                                                                             |
| 1928                                     | 1934             | Honoré Bellon                               |             | Propriétaire à Nice, ancien conseiller général                                                              |
| 1934                                     | 1940             | Adolphe-Gabriel Michel                      |             | Maire d'Andon                                                                                               |
| 1940                                     |                  |                                             |             | Les conseils d'arrondissement ont été suspendus par la loi du 12 octobre 1940 et n'ont jamais été réactivés |
| Les données manquantes sont à compléter. |                  |                                             |             | |

## Démographie
| 1962  | 1968  | 1975  | 1982  | 1990  | 1999  | 2006  | 2011  | 2012  |
| ----- | ----- | ----- | ----- | ----- | ----- | ----- | ----- | ----- |
| 1 500 | 1 514 | 1 642 | 1 801 | 1 850 | 2 139 | 2 559 | 2 856 | 2 916 |